# Dundonald Links Golf Course
Dundonald Links Golf Course is een golfbaan in Troon in South Ayrshire, Schotland. 
De Loch Lomond Golf Club opende deze nieuwe locatie in 2003. Waar nu de baan ligt, was voorheen ook een golfbaan. Deze werd tijdens de Tweede Wereldoorlog door militairen gebruikt om te trainen voor de landingen van D-Day. Daarna werd de oude baan jarenlang verwaarloosd waarna het later alsnog werd opgeknapt. De club heette toen Southern Gailes. Toen de Loch Lomond GC het terrein kocht, werd de naam in Dundonald Links veranderd. De nieuwe baan is ontworpen door Kyle Phillips en heeft 18 holes.

## Toernooien
De baan is al gebruikt voor de jeugdkampioenschappen en de kwalificatie voor het Senior British Open Championship. In 2010 en 2011 wordt de baan gebruikt voor de PQ2 van de Tourschool.

## Fort
Dundonald betekent Fort Donald. Op een heuvel bij de baan is een fort gevonden van enkele eeuwen voor onze jaartelling.